# NGC 613
NGC 613 est une galaxie spirale barrée située dans la constellation du Sculpteur. NGC 613 a été découverte par l'astronome germano-britannique William Herschel en 1798.

## Caractéristiques
Sa vitesse par rapport au fond diffus cosmologique est de 1 242 ± 17 km/s, ce qui correspond à une distance de Hubble de 18,3 ± 1,3 Mpc (∼59,7 millions d'al).
La classe de luminosité de NGC 613 est II-III et elle présente une large raie HI. Elle renferme également des régions d'hydrogène ionisé. Selon la base de données Simbad, NGC 613 est une galaxie à noyau actif.
À ce jour, 18 mesures non basées sur le décalage vers le rouge (redshift) donnent une distance de 20,861 ± 5,687 Mpc (∼68 millions d'al), ce qui est à l'intérieur des valeurs de la distance de Hubble.
La luminosité de la galaxie de NGC 613 dans l'infrarouge lointain (de 40 à 400 µm) est égale à 1,66 × 1010 {\displaystyle L_{\odot }} (1010,22{\displaystyle L_{\odot }}) et sa luminosité totale dans l'infrarouge (de 8 à 1 000 µm) est de 2,34 × 1010 {\displaystyle L_{\odot }} (1010,37{\displaystyle L_{\odot }}).
D'une taille d'environ 150 000 années-lumière de diamètre, elle a de très nombreux bras spiraux formés de nuages de poussières cosmiques et parsemés de plusieurs points lumineux rosâtres correspondant à des zones de formation d'étoiles. Le trou noir supermassif au centre de NGC 613 est responsable de l'activité de type Seyfert de cette galaxie.

## Morphologie
NGC 613 a été utilisée par Gérard de Vaucouleurs comme une galaxie de type morphologique SB(rs)bc dans son atlas des galaxies,.
Eskridge, Frogel et Pogge ont publié un article en 2002 décrivant la morphologie de 205 galaxies spirales ou lenticulaires rapprochées. Les observations ont été réalisées dans la bande H de l'infrarouge et dans la bande B (le bleu). Selon Eskridge et ses collègues, NGC 613 est de type  SBc dans la bande B et de type SB(r)bc dans la bande H. NGC 613 présente une source ponctuelle nucléaire brillante et une grande barre normale. Le disque est fortement incliné. Deux bras brillants émergent des extrémités de la barre. De nombreux nœuds brillants se trouvent près de ces extrémités. Le bras SE s'enroule lâchement vers le NE. Le bras NO s'enroule étroitement autour du SO et il forme un disque anneau interne. Plusieurs autres bras à luminosité de surface inférieure émergent de l’anneau.

### Un disque entourant le noyau
Grâce aux observations du télescope spatial Hubble, on a détecté un disque de formation d'étoiles autour du noyau de NGC 613. La taille de son demi-grand axe est estimée à 400 pc (~1300 années-lumière).

## Trou noir supermassif
Basée sur la vitesse interne de la galaxie mesurée par le télescope spatial Hubble, la masse du trou noir supermassif au centre de la galaxie NGC 613 serait comprise entre 19 et 96 millions de {\displaystyle M_{\odot }}.

## Capture de la première lumière de la supernova SN 2016gkg
Le 20 septembre 2016, l'astronome amateur Victor Buso essayait son nouvel appareil photo sur son télescope lorsqu'il vit apparaitre un point lumineux en périphérie de NGC 613. Et ce point lumineux est demeuré en place. Les observations qui suivirent la découverte de la supernova SN 2016gkg montrèrent qu'elle provenait sans doute de l’explosion d’une étoile supergéante. C’était une supernova de type IIb,.
Buso a probablement capté l’image du stade où l’onde de la détonation produite dans le cœur de l’étoile a franchi sa surface. Depuis de nombreuses années, les astronomes épient les galaxies pour observer les supernovas et ils n’ont jamais assisté à un tel évènement. La probabilité qu’avait Buso de capter cette image a été comparée à celle de gagner à la loterie.   

## Galerie

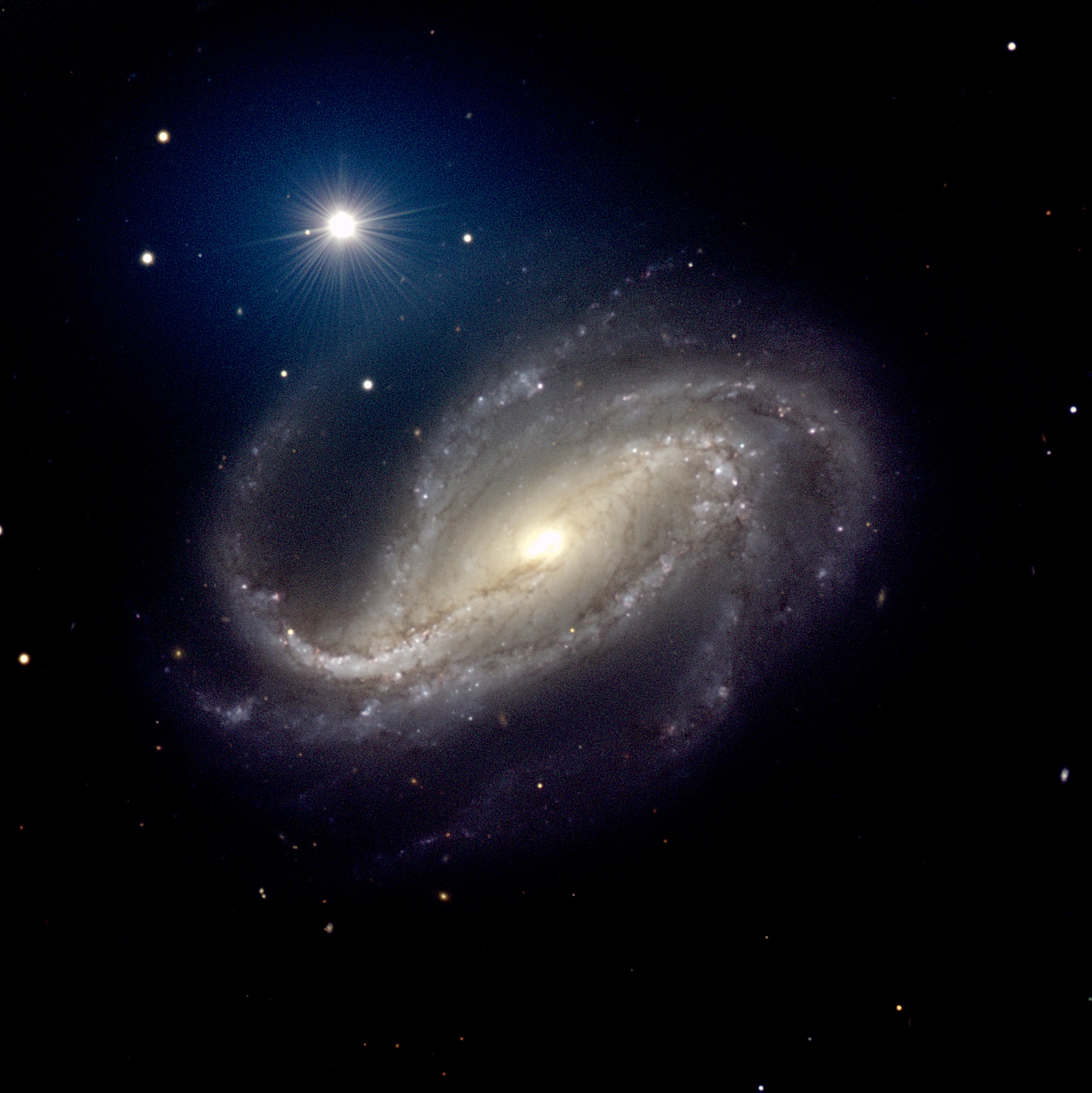
Photo de NGC 613 prise par le VLT (ESO)
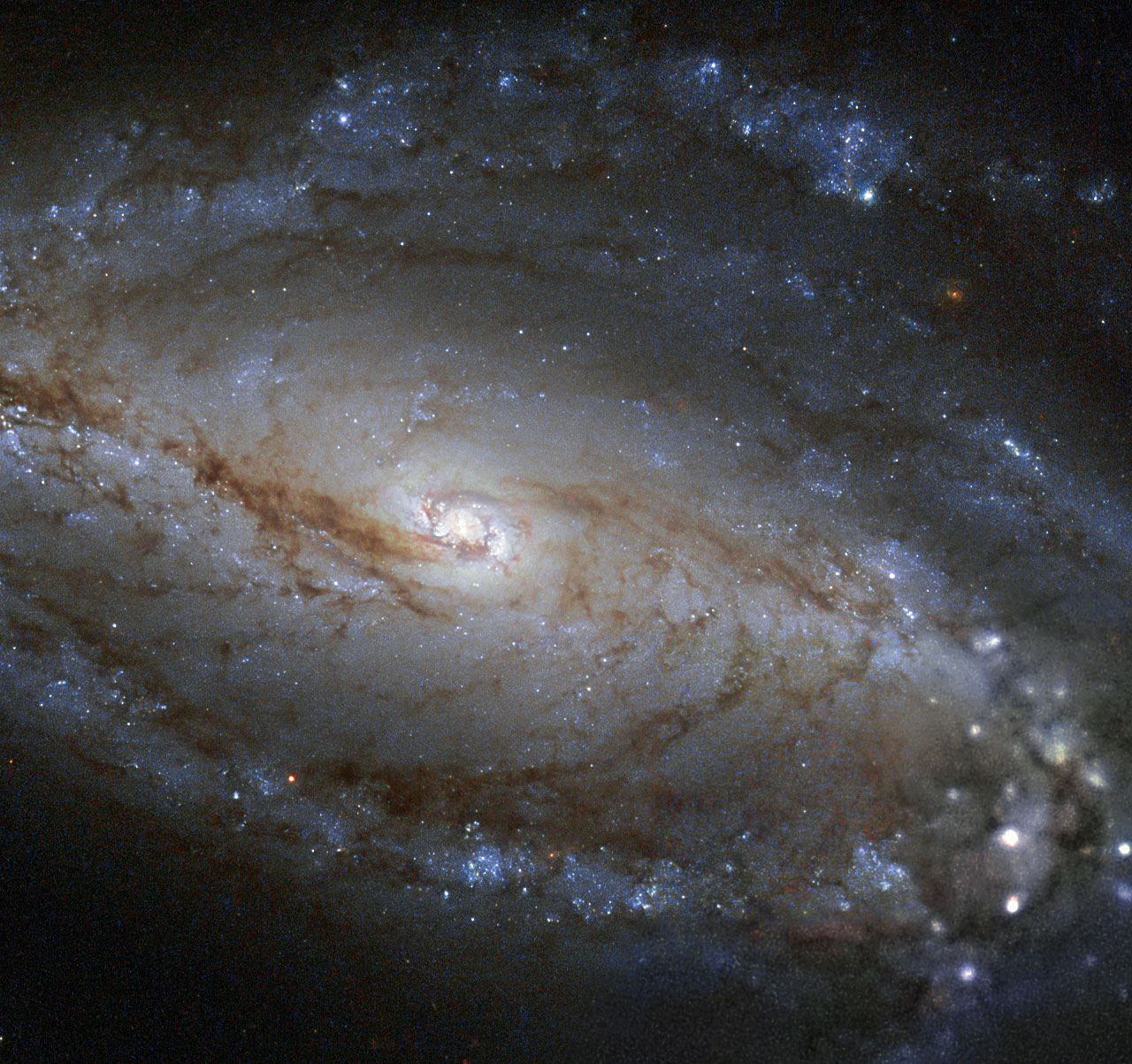
Image montrant les nombreux rubans de poussière de NGC 613. (NASA/ESA Télescope spatial Hubble)